# Associazione Consortile dei Comuni dell'Alto Milanese
L'Associazione Consortile dei Comuni dell'Alto Milanese (ACCAM) è un'azienda con sede a Busto Arsizio che si occupa di raccolta e smaltimento rifiuti, pulizia strade e incenerimento rifiuti.

## Storia
Fondata nel 1970 dai Comuni di Busto Arsizio, Gallarate, Legnano, Nerviano e Samarate per progettare, organizzare e fabbricare impianti di smaltimento rifiuti.
Ora fanno parte i Comuni di Arsago Seprio, Buscate, Busto Arsizio, Canegrate, Cardano al Campo, Castano Primo, Castellanza, Fagnano Olona, Ferno, Gallarate, Golasecca, Gorla Maggiore, Legnano, Lonate Pozzolo, Magnago, Marnate, Nerviano, Olgiate Olona, Parabiago, Pogliano Milanese, Rescaldina, Samarate, San Giorgio su Legnano, San Vittore Olona, Somma Lombardo, Vanzaghello e Vizzola Ticino.
Dal 1º gennaio 2004 è diventata società per azioni.

## L'inceneritore
Le due linee dell'impianto, aperte il 21 agosto 2000 smaltiscono 110.000 tonnellate di rifiuti all'anno (400 tonnellate al giorno).
L'energia generata dall'inceneritore è 50 milioni kW-h annui. Di questi, 38 milioni sono immessi nella rete nazionale di distribuzione dell'energia, mentre 12 sono destinati all'Accam.

## La raccolta dei rifiuti
L'azienda raccoglie rifiuti solidi urbani (RSU), rifiuti assimilabili agli urbani (RSA), rifiuti speciali pericolosi (solo sanitari da ospedali e case di cura) e non pericolosi ed il trasporto e smaltimento.
Ricicla, grazie i suoi impianti, plastica, carta, farmaci, oli vegetali, batterie, frigoriferi e televisori. La frazione umida è trasformata in fertilizzante negli impianti di compostaggio. RSU e RSA sono invece inceneriti.